# هری دروگ
هری دروگ (انگلیسی: Harry Droog؛ زادهٔ ۱۷ دسامبر ۱۹۴۴) ورزشکار روئینگ اهل پادشاهی هلند است.
وی در مسابقات کشوری و بین‌المللی در مجموع برندهٔ ۱ مدال نقره شده‌است.